# Beram
Beram (italienisch Vermo, deutsch veraltet Burgerdorf) ist ein kleiner Ort in der kroatischen Gespanschaft Istrien. Er gehört zur Gemeinde Pazin und liegt rund fünf Kilometer nordwestlich dieser Stadt an der Straße nach Poreč. Beram hat etwa 250 Einwohner. Das Dorf ist bekannt für die Armenbibel und den Totentanz der Kirche Maria im Fels.
Der Name des Ortes stammt aus vorrömischer Zeit. Die Burg von Beram wurde Verm genannt, woraus der italienische Ortsname Vermo entstand. Berm war der deutsche Burgname, aus dem sich der slawische Name Beram entwickelte.

## Geologie und Lage
Beram liegt in der sanftwelligen Karstlandschaft der Istrischen Platte. Der Ort befindet sich östlich des Tales des Baches Čipri, die Verlängerung des Lim-Tals (Limska draga), auf einem nördlichen Hügel des Berges Càmus (365 m) in einer Höhe von 321 Metern. Neben Pazin im Südosten liegen im Nordwesten Motovun, im Süden Sveti Petar u Šumi und an der Küste im Westen Poreč.

## Geschichte

### Antike
Eine befestigte Siedlung befand sich auf dem Hügel von Beram bereits in der Bronzezeit, wahrscheinlich auch schon vor mehr als 4000 Jahren.
Das Gebiet, vor allem der südliche Hang, ist eine große prähistorische Nekropole. Vor allem im 19. Jahrhundert konnten zahlreiche archäologische Funde gemacht werden, von denen einige mehrere tausend Jahre alt sind. Sie befinden sich heute unter anderem im Museum von Labin. Im Jahr 1882 wurde eine Bronze-Cista mit geometrischen Figuren und Vögeln entdeckt. Außerdem wurden 172 Bestattungsurnen aus der Bronzezeit gefunden, was darauf hindeutet, dass zu dieser Zeit die Feuerbestattung üblich war. Spuren von Erdbestattung konnten nicht gefunden werden. Bis heute haben sich die Ausmaße des Ortes kaum verändert.

### Mittelalter

#### Frühmittelalter
Während der römischen Besatzung war Beram wahrscheinlich keine lateinische Siedlung, da aus dieser Zeit keine Funde gemacht wurden. Im frühen Mittelalter war die Siedlung von einer doppelten Mauer mit einem rechteckigen Turm umgeben.
Der Fluss Fojba, welcher heute in die gleichnamige Schlucht stürzt, floss einst weiter durch das Tal von Beram, das zum Lim-Tal (Limska draga) gehört. Womöglich nach dem Fall des Römischen Reiches waren hier Soldaten stationiert, die diesen wichtigen Verkehrsweg bewacht haben, um den Verkehr zwischen Zentral-Istrien und dem Meer zu blockieren.
Ende des 6. Jahrhunderts erlitt Beram eine Invasion von Slawen, die im gesamten Nordosten Istriens blutige Kämpfe lieferten. Es scheint, dass das Dorf dabei völlig zerstört wurde.

#### Hoch- und Spätmittelalter
Beram wurde im Jahr 911 in einer Schenkungsurkunde von König Berengar an den Bischof von Triest erstmals urkundlich erwähnt.
Die Zugehörigkeit der Kirche von Beram wechselte zwischen dem 12. und dem 14. Jahrhundert häufig. Im Jahr 1177 wurde sie zusammen mit anderen Kirchen der Diözese an die Kirche von Poreč angeschlossen. Im Jahr 1230 ging das Lehen an den Bischof von Triest, was bereits 1040 beschlossen worden war. Im Jahr 1333 übergab es der Bischof an den Podestaten von Triest. Im Jahr 1355 übergab der Bischof von Triest, der inzwischen wieder das Recht innehatte, das Lehen an den Bischof von Poreč.
Im Jahr 1344 brach durch die zahlreichen Raubzüge („Razzien“) in Venezien zwischen den Venezianern und dem Grafen von Pazin, Albert IV., ein Krieg aus. Im Kriegsverlauf wurde der Graf gefangen genommen. Um wieder freigelassen zu werden, musste er schwören, unter anderem die Mauern und die Burg von Beram abzugeben. Im Jahr 1374 starb der Graf von Pazin. Damit ging Beram mit der gesamten Grafschaft an Österreich, ausgenommen die feudalen Rechte der Kirche.

### Neuzeit
Im 16. Jahrhundert wurde ein großer Teil Berams zerstört. In den Jahren 1508 und 1509 war der Ort von den Venezianern besetzt, nachdem ihn Österreich unter Maximilian I. im Krieg gegen die Venezianer kampflos aufgegeben hatte. Im Jahr 1511 führten die Türken in der Umgebung von Beram einige Raubzüge durch, wodurch das Gebiet verwüstet und zerstört wurde. Durch den Krieg und die Folgen der Pest war das Land verlassen. Daher veranlassten die Herren von Beram große Einwanderungsströme der Maurowalachen aus dem Balkan. Durch den Zuwachs der Bevölkerung hatte Beram im Jahr 1578 den Status einer kleinen Stadt.
Nach dem Ende des österreichisch-venezianischen Krieges befand sich Beram für mehrere Jahrhunderte weitgehend in Frieden. Im 17. Jahrhundert fand in dem Ort ein ständiger Markt statt. Im Jahr 1797 fiel Istrien nach dem Frieden von Campo Formio an Österreich und 1805 im Frieden von Pressburg an Frankreich. Nach der Rückeroberung im Jahr 1815 wurde Istrien wieder an Österreich angeschlossen.
Nach dem Ersten Weltkrieg gehörte Istrien zu Italien. Nach dem Zweiten Weltkrieg gehörte das Gebiet zu Jugoslawien. Im Jahr 1991 erklärte die Republik Kroatien ihre Unabhängigkeit und wurde am 23. Januar 1992 völkerrechtlich anerkannt.

## Bevölkerung
Im 16. Jahrhundert sank die Bevölkerungszahl infolge von Kriegen und der Pest (siehe oben) zunächst sehr stark. Sie stieg noch im selben Jahrhundert bedeutend durch die Einwanderungsströme der Maurowalachen aus dem Balkan, die etwa 150 Familien umfassten, an.
Im Jahr 2001 waren unter den insgesamt 234 Einwohnern etwas mehr Männer (121) als Frauen (113). Bei den Männern lässt sich eine leicht größere Häufigkeit zwischen fünf und 14 Jahren sowie zwischen 30 und 45 Jahren feststellen. Bei den Frauen ist ein größerer Anteil vor allem unter den fünf- bis 14-Jährigen erkennbar. Unter den insgesamt 62 Privathaushalten befinden sich vor allem Paare mit Kindern (40). Beram ist römisch-katholisch geprägt, ebenso wie die übergeordnete Gemeinde Pazin, in der 88 Prozent der Einwohner katholischen Glaubens sind.
| Jahr | Einwohner |
| ---- | --------- |
| 1972 | 200       |
| 2001 | 234       |
| 2004 | 250       |

## Kultur
In Beram wurden außergewöhnlich viele Schriften verfasst. Dazu gehören auch mehrere Urschriften Istriens sowie einige der ältesten Werke aus dem 13. und 14. Jahrhundert. Beram war eines der wichtigsten Zentren für glagolitische Schreibkenntnis. Schüler kamen aus großen Teilen Istriens in den Ort, um die Schrift zu erlernen.
Die Schriften finden sich in Form von öffentlichen Inschriften, in Büchern und an den Wänden mittelalterlicher Kirchen. Zu den bedeutendsten Werken aus Beram zählen illuminierte (illustrierte) glagolitische Handschriften wie die Predigtsammlung aus dem 13. Jahrhundert und das reich bemalte Messbuch aus dem 14. Jahrhundert. Mehrere illuminierte glagolitische Handschriften aus dem 14. und 15. Jahrhundert aus Beram sind in der Slowenischen National- und Universitätsbibliothek ausgestellt.

## Bedeutende Orte und Bauwerke

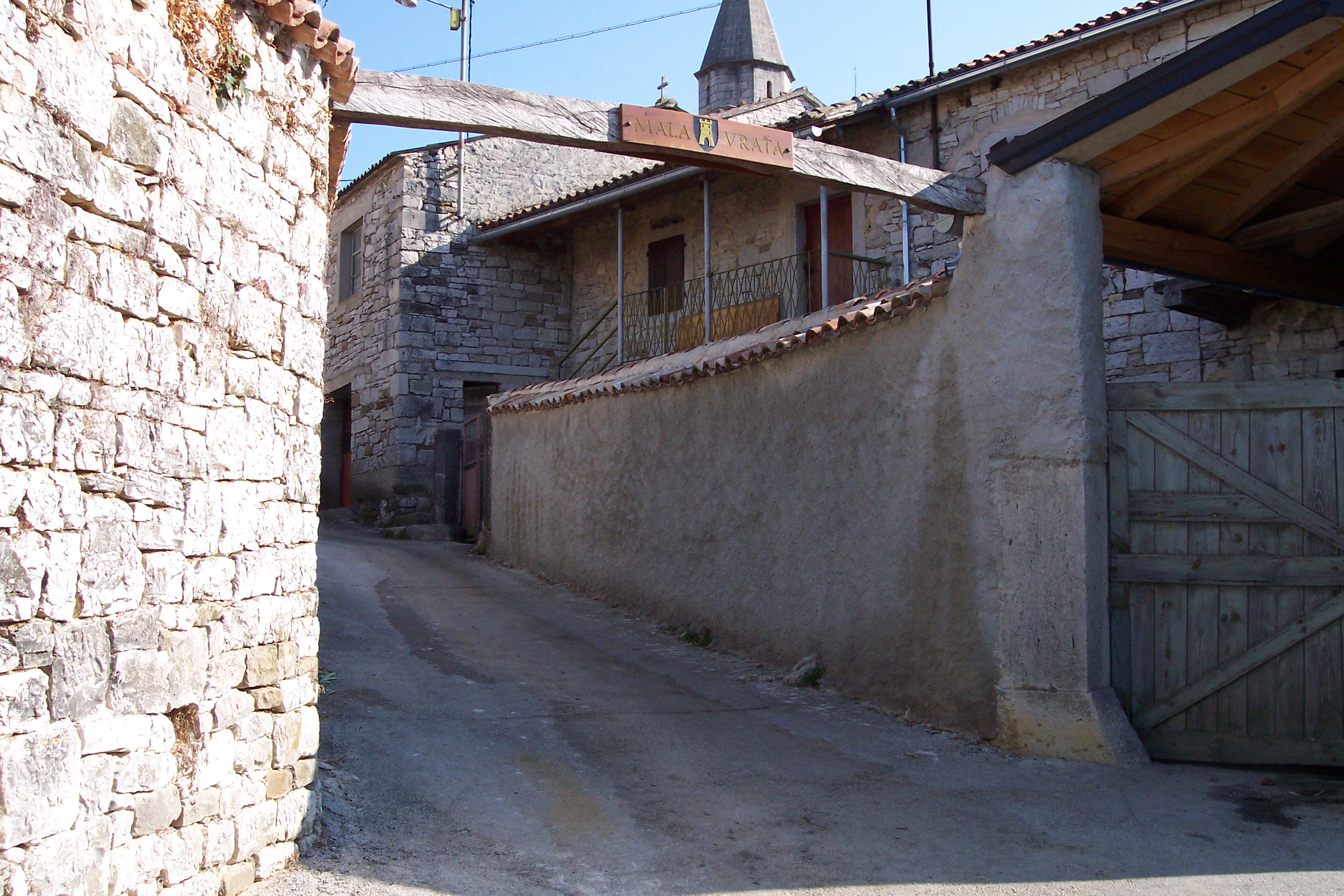
Die Mala Vrata (Kleine Tür) im Süden, der ehemalige Eingang in den Ort

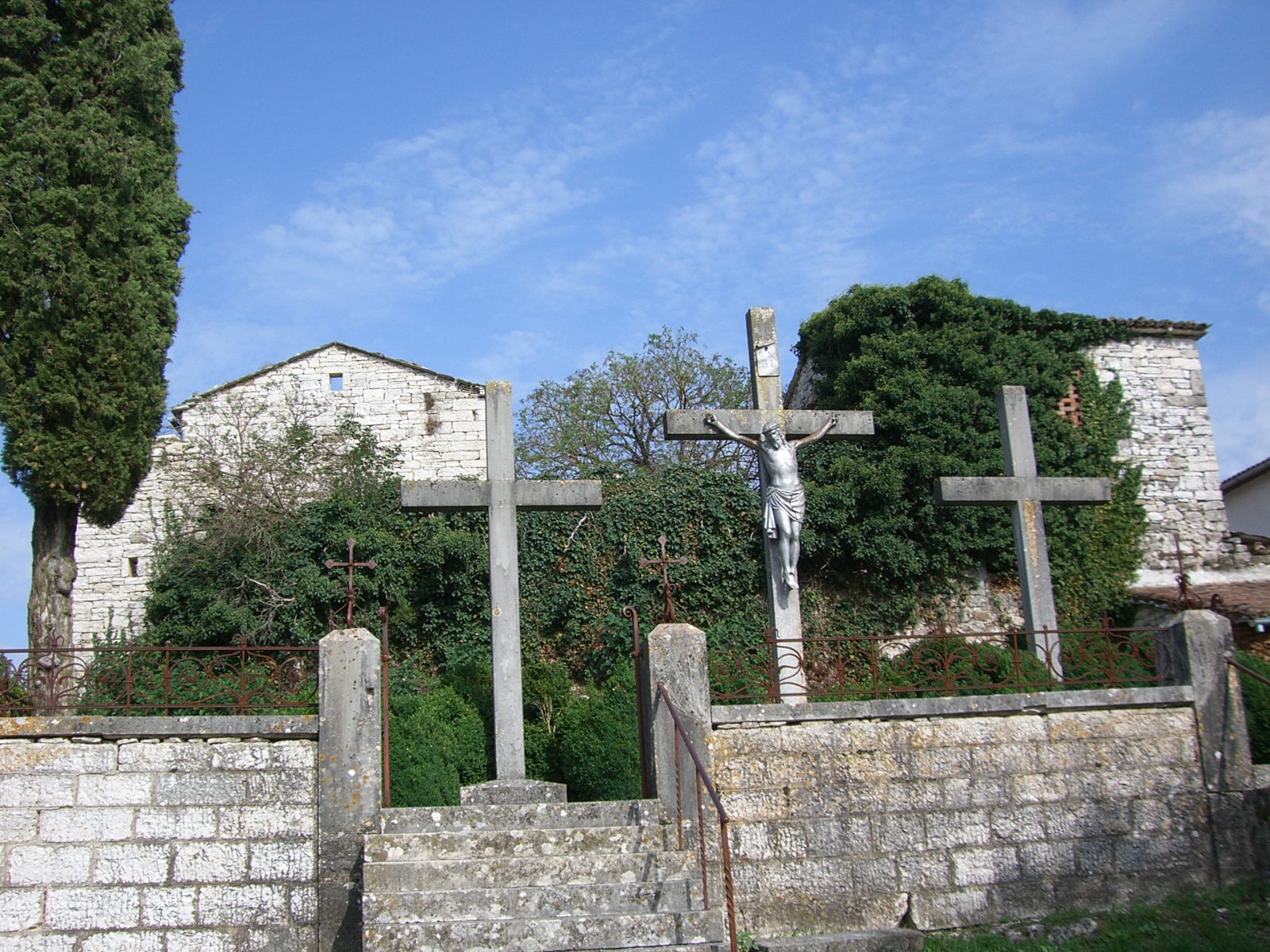
Der Kalvarienberg im Westen aus dem Jahr 1901

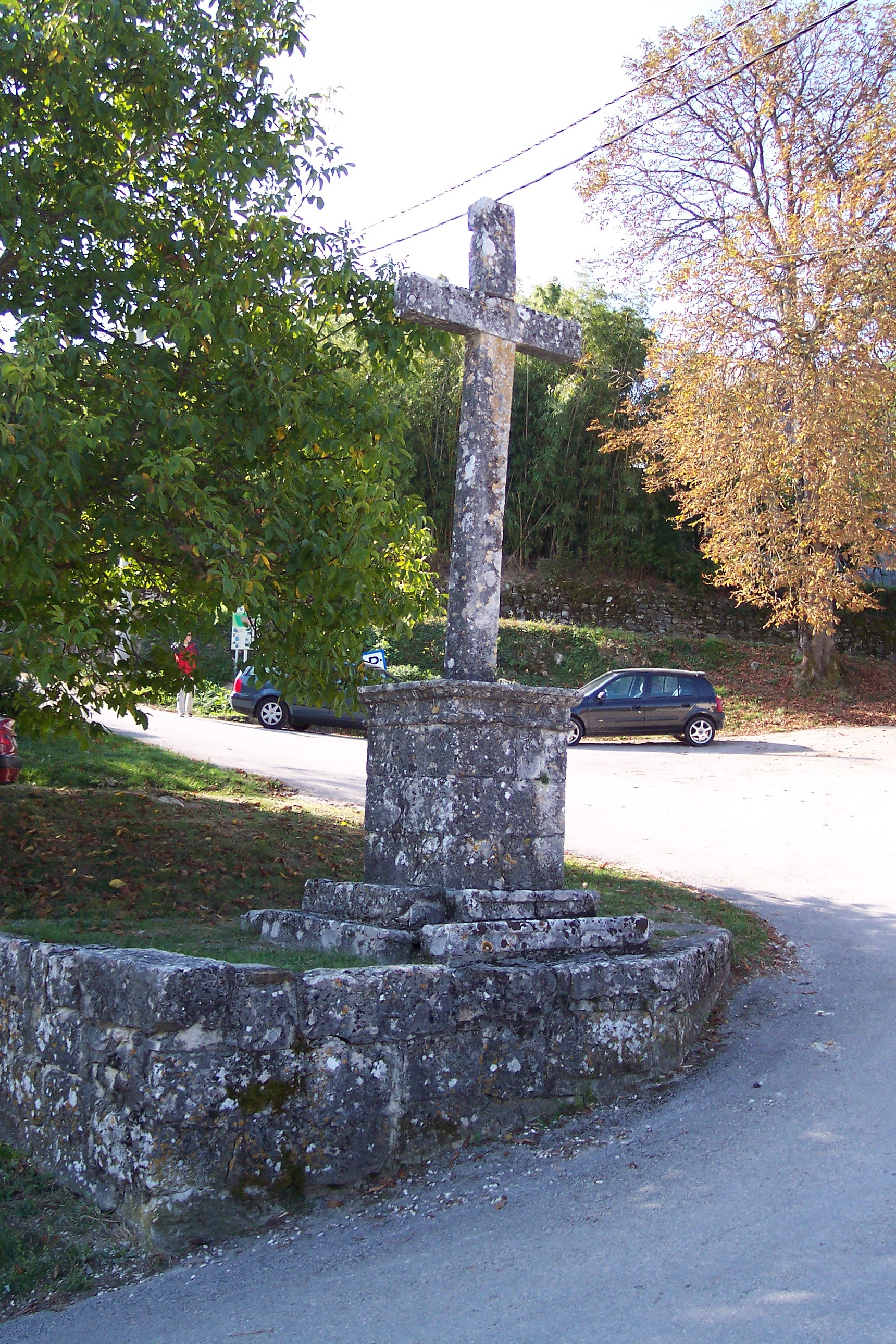
Das Steinkreuz im Norden

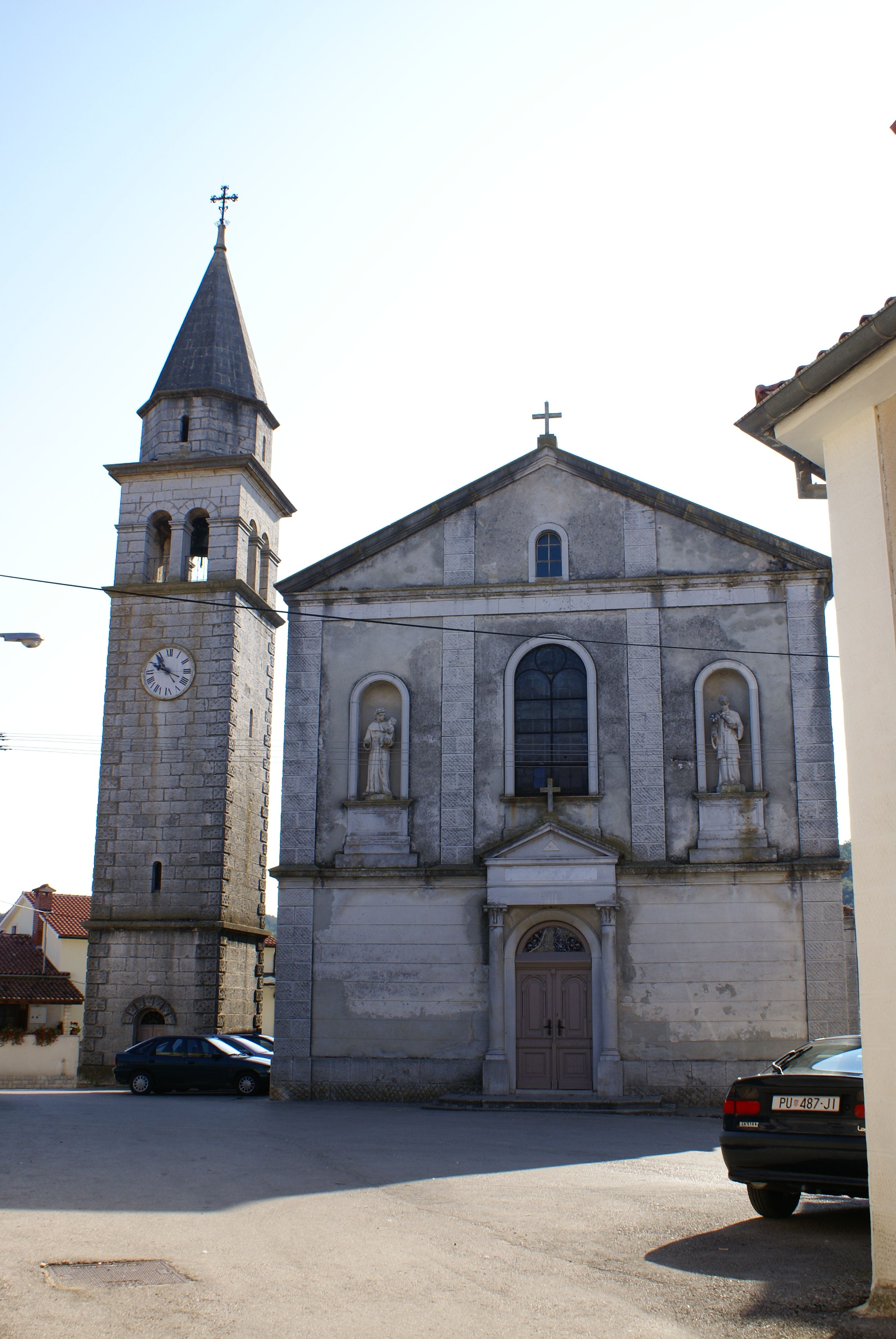
Die Kirche Sankt Martin auf dem Hauptplatz

Im Zentrum des Ortes liegt der Hauptplatz mit der Martinskirche und dem Turm. Außerdem gibt es ein Denkmal für die Gefallenen im Zweiten Weltkrieg und einen Brunnen. An der Südseite des Platzes, von dem die Straßen strahlenförmig ablaufen, befindet sich das Geburtshaus von Vladimir Gortan, in dem sich ein kleines Denkmal für diesen befindet. Ein Gedenkbeinhaus Gortans liegt abseits des Ortes in Podberam auf der anderen Seite der Straße von Pazin nach Poreč. Es wurde im Jahr 1951 errichtet.
Im Süden des Ortes befinden sich die Mala Vrata (Kleine Tür), die in der frühesten Phase als Eingang in den Ort diente, sowie ein Rest der mittelalterlichen Festungsmauern. Ein weiteres Überbleibsel findet sich im Westen. Dort liegt auch der Kalvarienberg aus dem Jahr 1901. Im Norden, an der Zufahrtsstraße, befindet sich ein großes Steinkreuz.

### Martinskirche
Die gotische Pfarrkirche Sankt Martin wurde im Jahr 1431 erbaut. Davon zeugt die glagolitische Inschrift auf dem Taufstein. Im Jahr 1910 wurde die katholische Kirche, wie sie heute besteht, zusammen mit den Überresten der mittelalterlichen Kirche, bestehend aus einem kleinen Schiff und einer Apsis, errichtet und somit um ein neues Schiff erweitert. Das ist durch eine Inschrift in der Fassade dokumentiert. Daher besteht der Hauptbau der Kirche im Wesentlichen aus zwei Teilen; dem gotischen Sanktuarium – als älterer Teil hinter dem Altar – und dem neueren Teil (Langhaus) davor. Dabei wird das Schiff des älteren Teils heute als Altarraum und die Apsis als Sakristei genutzt.

#### Architektur und Innenausstattung
In der Außenwand des Einganges befinden sich vier Pilaster aus Kalkstein. Dazwischen sind Statuen zweier Heiligen in die Fassade eingelassen. Zwei Säulen mit Korinthischen Kapitellen tragen den Giebel über dem Eingang.
Der separate Glockenturm steht etwa fünf Meter von der Kirche entfernt, ist rund 30 Meter hoch und wurde im Jahr 1903 auf den Grundmauern eines älteren Turmes errichtet. Seine Mauern bestehen aus Kalksteinen in regelmäßiger Anordnung, von denen die Ecksteine leicht herausragen und mit Blumen verziert sind. Der Turm besitzt mehrere Gesimse. Unter dem zweiten Sims ist die Turmuhr angebracht. Darüber befinden sich in allen Seiten des Turmes Biforienfenster (doppelbogige Fenster). Darauf ist ein oktogonaler Abschnitt gesetzt, auf dem sich die Turmspitze befindet. Bei der Kirche stand einst ein mächtiger Turm, der bis ins 17. Jahrhundert intakt war.
Der Altarraum besitzt ein Kreuzrippengewölbe mit einem spitzen Triumphbogen. Das Schiff hat eine flache Balkendecke. In der Kirche befinden sich gotische Wandgemälde aus dem 15. Jahrhundert sowie ein spätgotisches Steinrelief des Heiligen Martin. Das Altarbild von Celestin Mato Medović entstand im 19. Jahrhundert und zeigt die Verbindung Berams mit den kroatischen Gebieten zu dieser Zeit. Außerdem befinden sich in der Kirche wertvolle Silbergegenstände und Messgewänder aus dem 15. bis 17. Jahrhundert. Neben einigen glagolitische Inschriften in der Taufkapelle gibt es einige Handschriften in Latein aus dem 14. und 15. Jahrhundert, die Predigtsammlung aus dem 13. Jahrhundert und das reich bemalte Messbuch aus dem 14. Jahrhundert.

#### Fresken
Die gotischen Wandgemälde im älteren Teil der Kirche, dem heutigen Altarraum, stammen aus der Zeit, in der der erste Bau errichtet wurde. Damit sind die Malereien älter als die viel bekannteren Fresken in der Kirche Maria im Fels. Sie wurden von zwei unterschiedlichen Künstlern geschaffen. Die Triumphalwand bemalte ein friaulischer Meister der venezianischen Schule. Der zweite Maler gestaltete das Gewölbe sowie die Wände und ist oberitalienischer Herkunft.
An der Triumphalwand sind heute noch ein byzantinisch-ikonographisches Marienbildnis sowie singende und musizierende Engel im Stil des Trecento erhalten. Letztere gehörten ursprünglich zu der Komposition Verherrlichung Mariä. In den Malereien kontrastiert der Künstler blasse Hautfarben und kräftige Gewandfarben sowie warme und kalte Töne.
Am Gewölbe befinden sich die Symbole der vier Evangelisten und rote Cherubim; an den Wänden sind Heiligengestalten zu sehen, unter anderem der Heilige Martin. Im Gegensatz zu dem anderen Künstler verwendet dieser Künstler ausgeglichene Farben und hebt die Modellierung hervor.

### Kirche Maria im Fels
Die Wallfahrtskirche Maria im Fels oder Heilige Maria auf den Steintafeln (Sveta Marija na Škriljinah) wurde im 13. Jahrhundert erbaut. Sie befindet sich etwa einen Kilometer nordöstlich von Beram auf dem Friedhof des Ortes. Die Kirche ist vor allem bekannt für ihre 46 Fresken aus dem Jahr 1474 von Vincent aus Kastav.